# Gabriel González Videla
Gabriel González Videla, född 22 november 1898 i La Serena, död 22 augusti 1980 i Santiago, var en chilensk jurist och politiker. Han var Chiles president mellan 1946 och 1952.

## Biografi
González var ledamot av deputeradekammaren 1930–45, och därefter senator 1945–46. Som det radikala partiets representant segrade han i presidentvalet 1946, med stöd från det chilenska kommunistpartiet. Trots detta kom han som president att föra en starkt antikommunistisk politik, bland annat efter påtryckningar från USA; de tre kommunistiska ministrar som ingick i hans regering avskedades 1947, och året därpå förbjöds partiet helt. I samband med sin brytning med kommunisterna övergav González även det sociala reformprogram han gått till val på, för att istället prioritera landets industrialisering.
Repressionen mot kommunisterna, kombinerat med den stigande inflationen, ledde till en våg av strejker och demonstrationer under i princip hela González presidentskap. I februari 1950 lät han ombilda regeringen, och kunde därefter sitta kvar som president till valet 1952. Han kom inte att kandidera till presidentposten igen, och lämnade 1971 det radikala partiet i protest mot dess stöd åt Salvador Allende som president. År 1973 gav González sitt stöd åt Augusto Pinochets militärkupp mot Allende, och Pinochets regim utsåg honom 1976 till vice ordförande i det statsråd som fått i uppdrag att utforma en ny grundlag.